# Доње Коњаре
Доње Коњаре (мкд. Долно Коњаре) је насеље у Северној Македонији, у северном делу државе. Доње Коњаре припада општини Куманово.
Доње Коњаре има велики значај за српску заједницу у Северној Македонији, пошто Срби чине значајну мањину у насељу.

## Географија
Доње Коњаре је смештено у северном делу Северне Македоније. Од најближег града, Куманова, село је удаљено 4 km северно.
Село Доње Коњаре се налази у историјској области Жеглигово, у равничарском крају, на приближно 340 метара надморске висине. Северно од насеља издиже се планина Рујен.
Месна клима је континентална са слабим утицајем Егејског мора (жарка лета).

## Становништво
Доње Коњаре је према последњем попису из 2021. године имало 330 становника.
Претежна вероисповест месног становништва је православље.
| Национални састав према попису из 2021.‍ | Национални састав према попису из 2021.‍ | Национални састав према попису из 2021.‍ | Национални састав према попису из 2021.‍ | Национални састав према попису из 2021.‍ |
| --------------------------------------- | --------------------------------------- | --------------------------------------- | --------------------------------------- | --------------------------------------- |
|                                         |                                         |                                         |                                         |                                         |
| Македонци                               | Македонци                               |                                         | 214                                     | 64,,8%                                  |
| Срби                                    | Срби                                    |                                         | 28                                      | 8,5%                                    |
| непописани                              | непописани                              |                                         | 86                                      | 26,1%                                   |